# 熱血ニセ家族
『熱血ニセ家族』（ねっけつニセかぞく）は、CBCテレビの制作で2007年10月29日から12月28日まで、TBS系「ドラマ30」（月 - 金 午後1時30分 (JST)  - 午後2時 (JST) ）枠で全45話が放送された昼ドラマである。
ドラマ30枠では年末に作品が終了（完結）するのは今回が初となった（編成上の理由から、これまで12月と翌年1月末までの年を跨いで放送されたため）。

## あらすじ
天涯孤独のヒロインが唯一の肉親だった祖母とそっくりな女性と出会い、そこから赤の他人9人が集まって擬似家族を構成してゆく。そこには幼児虐待や嫁姑など諸問題が浮き彫りになって行く。

## インターネットとの連動企画
このドラマでは公式ホームページのほか、GREEに公式コミュニティや・一部の登場人物（陽子・水無・翠）のプロフィールがあり、ドラマの裏話・キャストのメッセージ、各登場人物が書く日記を読んだりコメントができ、また、ドラマで登場するホームページを忠実に再現された「栄家のホームページ」（外部リンクを参照）は、ドラマの進捗に合わせて更新され、掲示板等に書き込み、閲覧できるようになっていた。

## キャスト・登場人物

### 栄家（ニセ家族）の人々
桧山陽子 - 須藤温子
主人公。両親を幼くして亡くし、唯一の肉親だった祖母も逝去。派遣でスーパーの事務をしながら、祖母が経営していた割烹「やよい」を再開するのが目標。生年月日は昭和58年7月23日。
栄千代美 - 馬渕晴子
ニセ祖母。神楽坂で売れっ子だった元・芸者。陽子の祖母と容姿がうり二つ。生年月日は昭和12年5月10日。捨三からは「ちなみ」と呼ばれている。
笠井昌枝 - 朝加真由美
ニセ母。現役の大手生保のナンバー1セールスレディ。夫と姑を見限る形で栄家に飛び込む。以前からやよいと陽子の知り合いだった。捨三からは「まさよ」と呼ばれている。
御手洗昭夫 - 小倉一郎
ニセ父。信用金庫に勤めていたがリストラされて後で妻とも離婚。ニセ父をインターネットで募集した「ニッポンのお父さん募集中！」のオーディションに参加し、捨三に抜擢され家族の一員となった。家族の一員となってからは千代美のコネで北条グループに再就職することになった。また陽子らの薦めによりギターを演奏するようになった。氏の正しい読みは「みたらい」であるが、捨三からは「おてあらい」と呼ばれている。
楠木捨三 - 神山寛
ニセ祖父。エリート官僚を孫に持つ元・高等裁判所長官。認知症と思われる言動が多いが時折、他を圧倒するような毅然とした言動をすることもあり不思議なオーラを持っている。しかし100歳の誕生日に死去する。
高井［→細川］水無 - 冨樫真
ニセ姉。生まれた時には既にコインロッカーに捨てられていた孤児（所謂コインロッカーベビー）だった。美容師の資格を持つホステス。後に裕司と結婚。
細川裕司 - 阿川竜一
ニセ義兄。水無と交際中で、最初は栄家を立ち退かせるために派遣された熊坂興業のヤクザだったが、水無・パル子との関係を察した熊坂の好意で暴力団を離れ、千代美の紹介で板前として仕事に就く。なお元々料理人の経験があった。後に水無と結婚。捨三からは「ようじ」と呼ばれている。
山之内翠 - 彩月貴央
ニセ妹。不倫の末に生まれた両親の下で生まれた。両親とは別々に暮らしその反動で渋谷で寝泊りをしながら万引き、リストカットなどを非行に走るが弱い子を助ける正義感もある。陽子のスーパーでの万引きがきっかけで栄家に暮らすことに。高校退学後に改心し、高等学校卒業程度認定試験を受け、将来は介護士になることを決心した。捨三からは「あおい」と呼ばれている。
渋谷［→細川］パル子 - 杉浦花菜
ニセ姪。水無の友人である渋谷リエの娘だったが虐待されているのを見かねて水無に引き取られることに。捨三からは「パソ子」と呼ばれている。水無と裕司が結婚したのを機に二人の養子になる。養子入り後は戸籍等の問題で通えなかった保育園に通い始めた。

### 栄家を取り巻く人々

#### 陽子の関連人物
如月やよい - 馬渕晴子（二役）
陽子の死んだ実の祖母（香織の母）で、両親を亡くした陽子を一人で陽子を育てた。生前は割烹「やよい」を営んでいた。
朝倉数馬 - 徳山秀典
陽子が偶然会った有名人のスキャンダルを追うフリーカメラマン。後に陽子の恋人となったが、別れることになる。
岡店長 - 白崎映美（上々颱風）
陽子の勤め先のスーパーの店長。
桧山恭司
陽子の父、飛行機事故で妻と共に亡くなっている。生前は毎朝新聞に勤めていた。
桧山香織
陽子の母、飛行機事故で夫と共に亡くなっている。
桧山英二 - 鈴木林蔵
陽子の父の兄（伯父）。
桧山清美 - 村松恭子
英二の妻で陽子の義理の伯母。

#### 千代美の関連人物
北条治五郎
ホテル北条チェーンの創設者で千代美とは内縁の関係だった。現在は故人。
北条敬太郎 - 鬼頭卓見
北条グループの2代目社長。数々のトラブルを起こす。
久米久夫 - つじしんめい
ホテル北条チェーンの専務。
熊坂剛 - 外波山文明
熊坂興業の会長。千代美には小梅との結婚の際に世話なっていた。捨三からは「いささか」と呼ばれていた。
熊坂小梅 - 青山眉子
剛の妻。元美人芸者で、千代美を姉さんと慕っている。

#### 昌枝の関連人物
笠井良和 - 黒沼弘己
昌枝の夫。
笠井さくら - 内田もも香
昌枝の長女。
笠井一郎 - 甲斐誠
昌枝の長男。

#### 御手洗の関連人物
竹原鶴子 - 水木薫
御手洗の元妻。御手洗とのあいだに娘がひとりいる。

#### 捨三の関連人物
楠木克夫 - 伊沢勉
捨三の孫。霞が関で働くエリート公務員。
楠木さなえ - 島田真由美
克夫の妻。

#### 水無とパル子の関連人物
渋谷リエ - 広島かつら
パル子の実の母親。水無とは、施設時代からの知り合い。

#### 翠の関連人物
山之内豊 - 堀田和則
翠の父親であるが血縁関係はない。
山之内レイラ - 赤塚ゆかり
豊の後妻だったが、後に破局する。

#### その他
斉藤望 - 下條アトム
東京家裁の執行官。職務には冷徹に粛々と行うが、内心は栄家を応援しており、間接的な助言を度々する。娘がいる。
住之江康介 - 河野洋一郎
IT企業「ウェブシティ」の社長。最終回後に更新された掲示板で最終的に添田弁護士と共に逮捕されたことが明らかになった。
添田則夫 - 近童弐吉
ウェブシティの顧問弁護士。同じく住之江社長と共に逮捕された。
大和卓郎 - コビヤマ洋一
熊坂興業の幹部だったが、ウェブシティ側に寝返ったやくざ。
佐々木直子 - 大寶智子
奥津総合病院の外科医。陽子が盲腸で倒れた際に執刀した。入院中、陽子だけでなく翠にも人生のアドバイスをし、翠が介護士を目指すきっかけとなった人物。

## 主題歌
- 上々颱風「歌いながら夜を往け!」（ポニーキャニオン）

## スタッフ
- 脚本 - 高田純
- 音楽 - 澤口和彦
- 協力プロデュース - 小澤俊夫（カズモ）
- 演出 - 西村信、青山貴洋
- 制作協力 - カズモ
- 製作著作 - CBCテレビ